# قرار مجلس الأمن التابع للأمم المتحدة رقم 1328
قرار مجلس الأمن التابع للأمم المتحدة رقم 1328، الذي تم تبنيه بالإجماع في 27 نوفمبر 2000، بعد النظر في تقرير الأمين العام كوفي عنان بشأن قوة الأمم المتحدة لمراقبة فض الاشتباك وإعادة التأكيد على القرار 1308 (2000)، مدد المجلس تفويضها لستة أشهر أخرى حتى 31 مايو 2001.
ودعا القرار الأطراف المعنية إلى التنفيذ الفوري للقرار 338 (1973) وطلب من الأمين العام تقديم تقرير عن الوضع في نهاية تلك الفترة.
وجاء في تقرير الأمين العام للأمم المتحدة عملاً بالقرار السابق بشأن قوة الأمم المتحدة لمراقبة فض الاشتباك أن الوضع بين إسرائيل وسوريا ظل هادئًا ولم تقع حوادث خطيرة على الرغم من أن الوضع في الشرق الأوسط ككل ظل خطيرًا إلى أن يتم التوصل إلى تسوية. وظلت القيود مفروضة على حرية حركة قوة الأمم المتحدة لمراقبة فض الاشتباك، ومنع كلا البلدين القوة من الوصول إلى بعض مواقعهما.

## روابط خارجية
- نص القرار في undocs.org